# Obererbach (Westerwald)

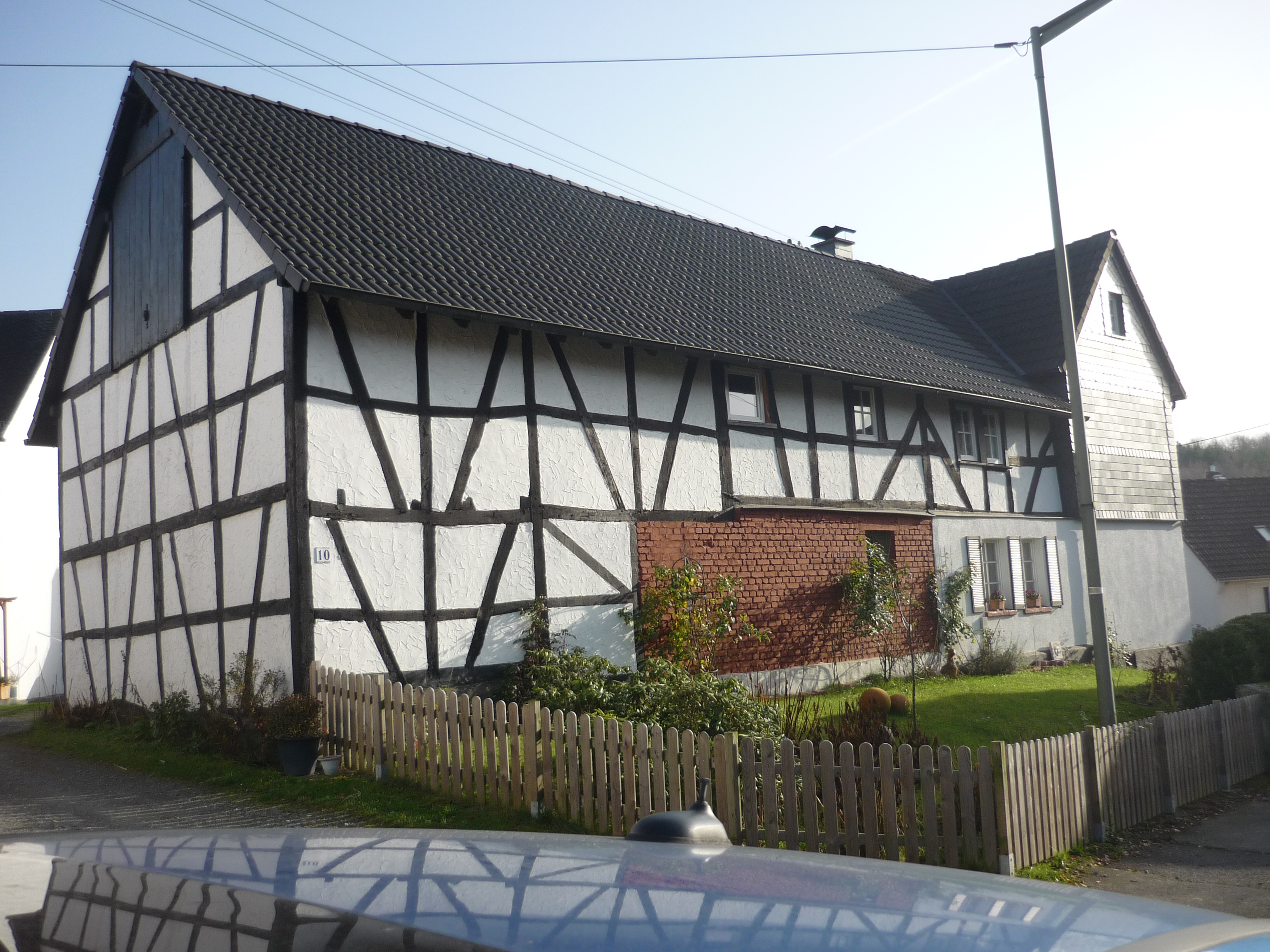
Fachwerkhaus in Niedererbach

Obererbach (Westerwald) ist eine Ortsgemeinde im Landkreis Altenkirchen (Westerwald) in Rheinland-Pfalz. Sie gehört der Verbandsgemeinde Altenkirchen-Flammersfeld an.

## Geographie

### Lage
Obererbach liegt im Nordwesten des Mittelgebirges Westerwald im Norden des Naturraums Altenkirchener Hochfläche. Der namensgebende Hauptort liegt etwa vier Kilometer (der Ortsteil Niedererbach etwa drei Kilometer) nördlich des Zentrums von Altenkirchen an der Straße von Eichelhardt bzw. Mammelzen nach Hilgenroth. Sie sind umgeben von Äckern, Wiesen und Mischwald; hindurch fließt der Erbach. Wenige Kilometer entfernt liegen im Südwesten der Naturpark Rhein-Westerwald und im Nordwesten der Naturpark Bergisches Land.

### Ortsteile
Obererbach besteht aus den Ortsteilen Obererbach, Niedererbach, Hacksen und Koberstein (Hofgut Koberstein und Kobersteiner Mühle).

## Geschichte
Der heutige Ort Obererbach wurde erstmals 1358 im Zusammenhang mit einer von den Herren von Koberstein (auch Koverstein) erbauten Burg erwähnt, die bei dem südwestlich von Niedererbach liegenden heutigen Hofgut Koberstein lag.
Obererbach gehörte zum Kirchspiel Altenkirchen, das sowohl den kirchlichen Einzugsbereich wie auch eine der unteren weltlichen Verwaltungseinheiten in der Grafschaft Sayn darstellte. Zusammen mit den heutigen Ortsteilen Niedererbach und Hacksen sowie anderen Ortschaften des Kirchspiels wurde Obererbach um 1610 in den Gerichtsunterlagen des Kirchspielgerichts aufgeführt.
Seit Mitte des 17. Jahrhunderts gehörten die Dörfer Nieder- und Obererbach sowie Hacksen zur Grafschaft Sayn-Altenkirchen. Anfang des 18. Jahrhunderts wurde die Niedererbacher Mühle gebaut und als Bannmühle für die umliegenden Gemeinden betrieben. 1803 kamen Hacksen, Nieder- und Obererbach zusammen mit der Grafschaft Sayn-Altenkirchen zum Fürstentum Nassau-Usingen, 1806 zum Herzogtum Nassau und 1815 zum Königreich Preußen. Von 1816 an wurden die Dörfer eigenständige Gemeinden, die von der seinerzeit neu geschaffenen Bürgermeisterei Altenkirchen im Kreis Altenkirchen im Regierungsbezirk Koblenz verwaltet wurden.

### Kirche
Kirchlich gehörten die Dörfer Nieder- und Obererbach sowie Hacksen zur Pfarrei Altenkirchen, die ursprünglich zum Erzbistum Köln gehörte. Die Einwohner der Dörfer waren der Filialkirche in Hilgenroth zugeordnet. Mitte des 16. Jahrhunderts führten die Grafen von Sayn die lutherische und 1605 die reformierte Konfession ein. Auch heute noch sind die Einwohner von Obererbach überwiegend evangelisch.
Heute gehören die evangelischen Christen von Obererbach und Hacksen zu der seit 1867 eigenständigen evangelischen Kirchengemeinde Hilgenroth, die evangelischen Christen im Ortsteil Niedererbach zur Evangelischen Kirchengemeinde Altenkirchen, die beide der Evangelischen Kirche im Rheinland zugeordnet sind. Die katholischen Christen gehören zur Pfarrei Marienthal.

### Schule
Von der reformierten Kirchengemeinde zu Altenkirchen wurden Mitte des 17. Jahrhunderts die ersten Schritte zur Einrichtung einer Schule in Niedererbach unternommen, welche „zur Ausbildung der Jugend und für kirchliche Aufgaben“ eingerichtet wurde. Vor 1744 wurde das erste Schulhaus in Niedererbach gebaut. Zum Schulbezirk von Niedererbach gehörten ursprünglich die Ortschaften Bachenberg, Dieperzen, Hacksen, Niedererbach, Obererbach und Volkerzen. 1802 schied Volkerzen aus dem Schulverband aus. Die bis dahin in kirchlicher Trägerschaft stehende evangelische Kirchspielsschule in Niedererbach wurde 1825 auf die Ortsgemeinden des Schulverbandes übertragen. Der Schulverband baute 1839 ein neues Schulgebäude in Niedererbach. In einer Statistik aus dem Jahre 1843 sind für Niedererbach mit 86 Einwohnern und Obererbach mit 39 Einwohnern eigene Schulen verzeichnet. 1912 gründeten die Ortsgemeinden Bachenberg und Dieperzen einen eigenen Schulverband und schieden aus der Zuständigkeit der Niedererbacher Schule aus. Nunmehr bildeten noch Hacksen, Niedererbach und Obererbach einen eigenständigen Schulverband. 1914 bis 1915 wurde in Niedererbach eine neue Schule gebaut. Während des Zweiten Weltkrieges musste Anfang 1945 der Unterricht eingestellt werden und konnte erst nach Kriegsende im Herbst 1945 wieder aufgenommen werden. Da die Schülerzahlen im Laufe der 1950er Jahre enorm stiegen, entschloss sich die Ortsgemeinde Obererbach (Westerwald) zum Bau eines weiteren Schulgebäudes, das 1961 fertiggestellt wurde. Heute stehen noch drei ehemalige Schulgebäude in der Gemeinde.

### Eingemeindung
Am 1. April 1939 wurden die bis dahin selbständigen Gemeinden Obererbach, Niedererbach und Hacksen zur Gemeinde Obererbach (Westerwald) zusammengeschlossen.

### Bevölkerungsentwicklung
Die Entwicklung der Einwohnerzahl von Obererbach bezogen auf das heutige Gemeindegebiet; die Werte von 1871 bis 1987 beruhen auf Volkszählungen:
| Jahr | Einwohner |
| ---- | --------- |
| 1815 | 138       |
| 1835 | 198       |
| 1871 | 258       |
| 1905 | 351       |
| 1939 | 446       |
| 1950 | 521       |
| 1961 | 483       |

| Jahr | Einwohner |
| ---- | --------- |
| 1970 | 524       |
| 1987 | 457       |
| 1997 | 549       |
| 2005 | 573       |
| 2011 | 569       |
| 2017 | 567       |

## Politik

### Gemeinderat
Der Gemeinderat in Obererbach (Westerwald) besteht aus zwölf Ratsmitgliedern, die bei der Kommunalwahl am 9. Juni 2024 in einer Mehrheitswahl gewählt wurden, und dem ehrenamtlichen Ortsbürgermeister als Vorsitzendem.

### Bürgermeister
Stefan Löhr wurde am 5. Juli 2019 Ortsbürgermeister von Obererbach. Bei der Direktwahl am 26. Mai 2019 war er mit einem Stimmenanteil von 86,20 % gewählt worden. Bei der Direktwahl am 9. Juni 2024 wurde er als einziger Bewerber mit 80,6 % für weitere fünf Jahre wiedergewählt.
Liste der Bürgermeister von Obererbach:
| Amtszeit  | Name                           | Amtsbezeichnung                 |
| --------- | ------------------------------ | ------------------------------- |
| ?–1926–?  | Johann Hannappel               | Bürgermeister                   |
| 1939–?    | Alfred Schäfer                 | Bürgermeister                   |
| 0000–1945 | Heinrich Hundenbom, Hacksen    | stellvertretender Bürgermeister |
| 1945–1956 | Emil Schüchen, Hacksen         | Bürgermeister                   |
| 1956–1964 | Wolfgang Danner, Niedererbach  | Bürgermeister                   |
| 1964–1983 | Werner Burbach, Hacksen        | Ortsbürgermeister               |
| 1983–1999 | Willi Eichelhard, Niedererbach | Ortsbürgermeister               |
| 1999–2019 | Erhard Schneider, Obererbach   | Ortsbürgermeister               |
| seit 2019 | Stefan Löhr                    | Ortsbürgermeister               |

### Wappen
| Wappen von Obererbach | Blasonierung: „In Gold eine gestürzte rote Spitze, bedeckt mit einem Adler in verwechselten Farben.“ |
| Wappen von Obererbach | Wappenbegründung: Der Adler geht auf das Wappen der Herren von Koberstein zurück, die Mitte des 14. Jahrhunderts an der Stelle, an der sich heute das Hofgut Koberstein befindet, eine Burg errichteten und einen Adler in ihrem Wappen führten. Die Farben Gold und Rot verweisen auf die Farben im Wappen der Grafen von Sayn, die Dreiteilung des Wappens symbolisiert die drei Ortsteile der Gemeinde. Die Genehmigungsurkunde wurde am 21. September 1995 ausgestellt. |

## Sehenswürdigkeiten und Kulturdenkmäler

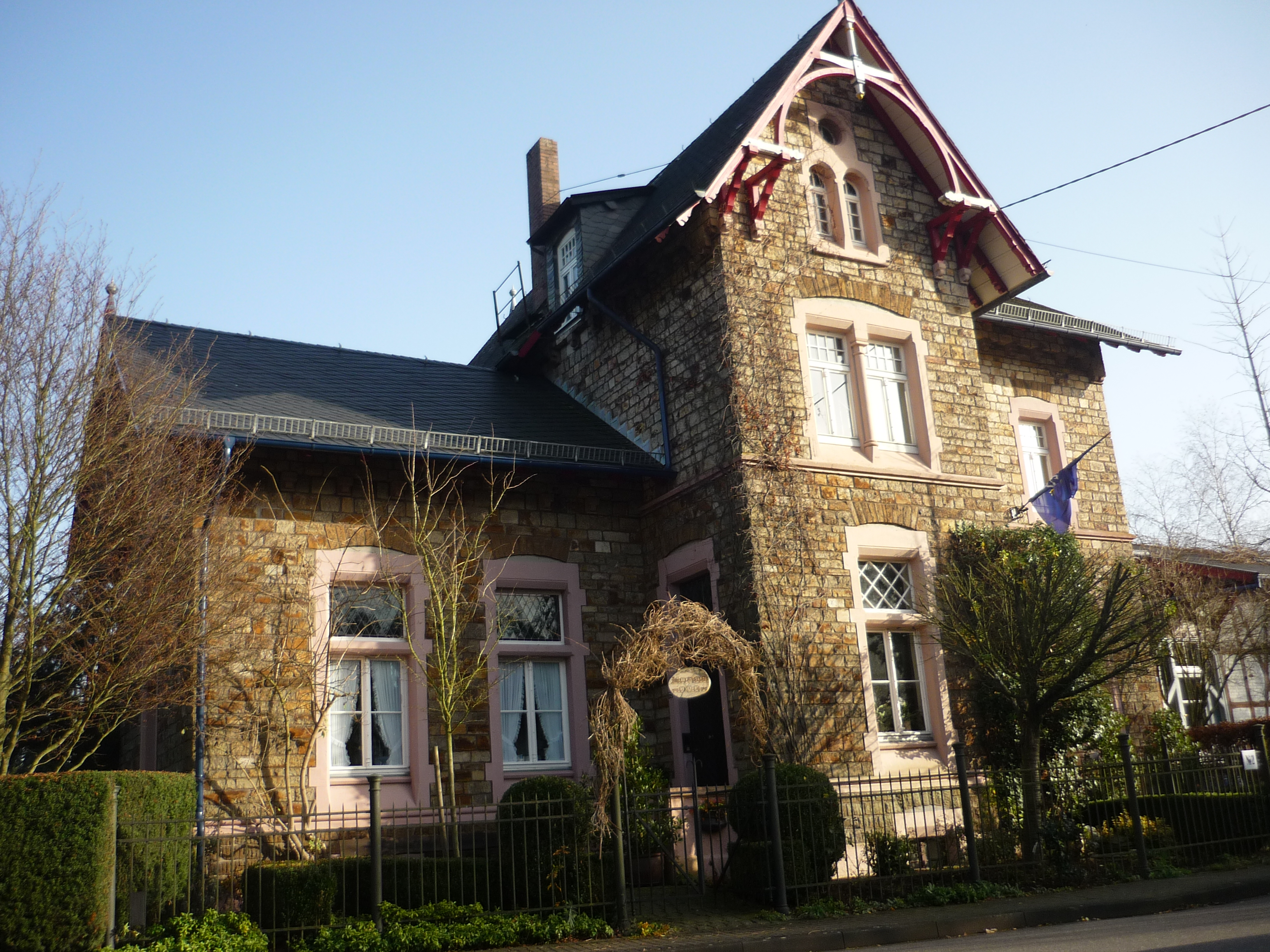
Ehemaliges Bahnhofsgebäude von Obererbach im Ortsteil Niedererbach

Der ehemalige Bahnhof Obererbach wurde 1886 erbaut. Der aufwändig mit Werkstein gegliederte Bau besteht aus einem Kleinquadermauerwerk und einem Fachwerkgüterschuppen. Das Gebäude wurde von den jetzigen Besitzern restauriert und wird heute als Wohnhaus genutzt.

## Verkehr
Obererbach besitzt einen Bahnhaltepunkt an der Westerwald-Sieg-Bahn. Hier verkehren nach dem Rheinland-Pfalz-Takt täglich im Stundentakt die Züge der Linie RB 90 (Kreuztal–Siegen–Kirchen–Au (Sieg)–Altenkirchen (Westerwald)–Hachenburg–Nistertal/Bad Marienberg–Westerburg–Diez Ost–Limburg an der Lahn) der Hessischen Landesbahn (HLB), Bereich Dreiländerbahn. Von Montag bis Freitag besteht zu den Hauptverkehrszeiten zwischen Altenkirchen und Au (Sieg) ein 30-Minuten-Takt.
| Linie | Verlauf | Takt |
| ----- | --- | --- |
| RB90  | Westerwald-Sieg-Bahn: (Kreuztal – Siegen-Geisweid – Siegen-Weidenau –)* Siegen Hbf – Eiserfeld (Sieg) – Niederschelden Nord – Niederschelden – Mudersbach – Brachbach – Freusburg Siedlung – Kirchen – Betzdorf (Sieg) – Scheuerfeld (Sieg) – Niederhövels – Wissen (Sieg) – Etzbach – Au (Sieg) – Geilhausen – Pracht Hohegrete – Breitscheidt (Kr Altenkirchen Ww) – Kloster Marienthal (wochentags zweistdl.) – Obererbach – Altenkirchen (Westerwald) – Ingelbach – Hattert – Hachenburg – Unnau-Korb – Nistertal-Bad Marienberg (– Büdingen (Westerw) – Enspel – Rotenhain) (zweistündlich) – Langenhahn – Westerburg – Willmenrod – Berzhahn – Wilsenroth – Frickhofen – Niederzeuzheim – Hadamar – Niederhadamar – Elz (Kr Limburg/Lahn) – Staffel – Diez Ost – Limburg (Lahn) * einzelne Züge an Werktagen Stand: Fahrplanwechsel Dezember 2022 | 60 min zus. Verstärkerzüge Betzdorf–Altenkirchen 120 min (Westerburg–Limburg an Wochenenden/Feiertagen) |

Am 10 Kilometer entfernt gelegenen Bahnhof Au (Sieg) besteht Anschluss an den RE 9 Rhein-Sieg-Express, welcher von Aachen über Düren, Köln, Troisdorf, Siegburg/Bonn, Wissen und Betzdorf nach Siegen verkehrt, sowie zur S-Bahn-Linie 12 nach Horrem/Köln-Ehrenfeld und zur S-Bahn-Linie 19 nach Düren.